# 眼球標誌

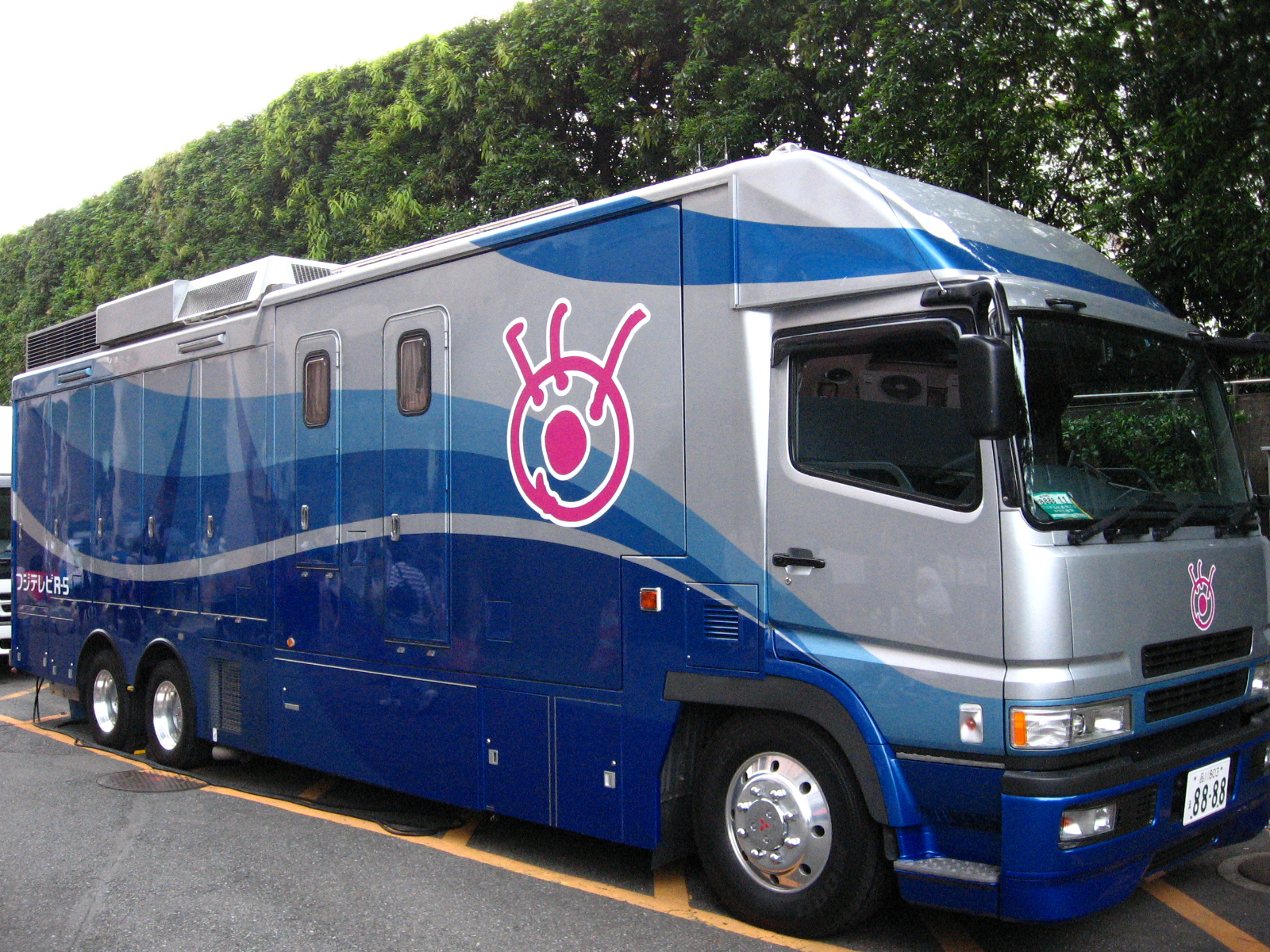
印有眼球標誌的富士電視台轉播車

眼球標誌（日语：目玉マーク、めだまマーク）是富士電視台、產業經濟新聞社、日本放送等富士產經集團各公司的統一標誌。該標誌制定與1985年4月，是時任富士產經集團議長鹿內春雄為加強集團團結而制定，由吉田勝設計。